# Akaogiite
L'akaogiite (simbolo IMA: Aka) è un minerale molto raro del gruppo della baddeleyite appartenente alla famiglia degli "ossidi e idrossidi" con composizione chimica TiO2.
Da un punto di vista chimico, il minerale è un biossido di titanio.

## Etimologia e storia
L'akaogiite si chiama così in onore di Masaki Akaogi (赤荻正樹), professore presso il Dipartimento di Chimica del Gakushūin (Tokyo, Giappone) per i suoi "contributi fondamentali alla petrologia sperimentale, alla calorimetria e alla mineralogia, tra cui la caratterizzazione sperimentale di polimorfi ad alta pressione dei composti TiO2 rilevanti per la comprensione delle profondità planetarie".

## Classificazione
Nella classica nona edizione della sistematica dei minerali di Strunz, aggiornata dall'Associazione Mineralogica Internazionale (IMA) fino al 2009, elenca l'akaogiite nella classe "4. Ossidi (idrossidi, V[5,6] vanadati, arseniti, antimoniti, bismutiti, solfiti, seleniti, telluriti, iodati)" e nella sottoclasse "4.D Metallo:Ossigeno = 1:2 e simili"; questa è ulteriormente suddivisa in base alla dimensione dei cationi coinvolti e alla struttura del minerale, in modo tale che l'akaogiite possa essere trovata nella sezione "4.DE Con cationi di media dimensione; con poliedri vari" dove insieme alla baddeleyite forma il sistema nº 4.DE.35.
Tale classificazione è in parte rivoluzionata dall'edizione successiva, proseguita dal database "mindat.org": l'akaogiite è sempre nella sottoclasse sottoclasse "4.D Metallo:Ossigeno = 1:2 e simili", ma è in attesa dell'assegnazione di un gruppo.
Nella Sistematica dei lapis (Lapis-Systematik) di Stefan Weiß l'akaogiite si trova nella classe degli "ossidi" e nella sottoclasse degli "ossidi con rapporto metallo:ossigeno = 1:2 (MO2 e composti correlati)" dove forma il sistema nº IV/D.31 insieme ad allendeite, baddeleyite, calzirtite, cerianite-(Ce), hiärneite, riesite, tazheranite, thorianite, uraninite e vorlanite.

## Abito cristallino
L'akaogiite cristallizza nel sistema monoclino nel gruppo spaziale P21/c (gruppo nº 14) con i parametri reticolari a = 4,606(2) Å, b = 4,896(3) Å, c = 4,933(3) Å e β = 99,17(6)°.

## Origine e giacitura
L'akaogiite è un minerale rarissimo, una delle quattro forme polimorfe naturali del biossido di titanio TiO2, insieme ad anatasio, brookite e rutilo.
Il minerale si forma ad alta pressione negli impatti meteorici sui granati contenuti negli gneiss di cordierite-sillimanite. La paragenesi è con rutilo, TiO2-II, ilmenite, titanite e grafite.
L'akaogiite è un minerale rarissimo ed è stata trovata solo in pochissimi siti, tutti in Germania: nelle cave "Alte Bürg" (nel Baden-Württemberg) e "Seelbronn", oltre che a Otting (in Baviera), tutte e tre considerate località tipo. Ritrovamenti anche presso Unterschneidheim, anch'esso in Baviera.

## Forma in cui si presenta in natura
L'akaogiite si presenta in aggregati di particelle submicrometriche orientate casualmente.
Il colore è bianco brillante in luce polarizzata riflessa, distinguibile dal rutilo solo per la sua luminosità leggermente superiore e l'intenso colore blu reale dei suoi riflessi interni.
Molti parametri come lucentezza, striscio, durezza, geminazione, pleocroismo e altri non sono determinabili a causa delle dimensioni submicrometriche dei singoli cristalli.